# Мохамед Абдельмонем
Мохамед Абдельмонем (араб. محمد عبد المنعم, нар. 1 лютого 1999, Заказік) — єгипетський футболіст, центральний захисник «Ніцци» та національної збірної Єгипту.

## Клубна кар'єра
Абдельмонем розпочав свою кар'єру в молодіжній команді клубу «Аль-Аглі», а потім перейшов у «Смуху» на правах оренди на півтора сезону. Протягом цього періоду він привернув увагу, оскільки взяв участь у 33 матчах і зумів забити два голи, щоб повернутися знову до основного клубу.
Абдельмонем знову залишив «Аль-Аглі» на правах оренди, але цього разу до «Фюче», де не протримався надовго, оскільки гравець взяв участь лише в 7 матчах з командою.
Окрім того, він забив гол у матчі проти марокканського «Відаду» у фінальному матчі-відповіді Ліги чемпіонів КАФ 2023, що допомогло його команді виграти титул із загальним рахунком 3:2.
29 серпня 2024 року Абдельмонем приєднався до французького клубу «Ніцца», підписавши контракт до 2028 року.

## Виступи за збірну
У листопаді 2021 року Абдельмонем був викликаний до національну збірну Єгипту на Кубок арабських націй, де 11 грудня у чвертьфіналі проти Йорданії (3:1) і дебютував за збірну. Цей матч залишився єдиним для Мохамеда на тому турнірі, а єгиптяни посіли 4 місце.
На початку наступного року Абдельмонем був включений до заявки збірної на Кубок африканських націй 2021 року в Камеруні, де в грі проти Судану забив свій гол за збірну, завдяки чому його команда виграла 1:0 і вийшла з групи.

## Титули і досягнення
- Володар Кубка Єгипту (1):

«Аль-Аглі»: 2021/22
- Володар Суперкубка Єгипту (2):

«Аль-Аглі»: 2021/22, 2022/23
- Переможець Ліги чемпіонів КАФ (1):

«Аль-Аглі»: 2022/23
Збірні
- Срібний призер Кубка африканських націй: 2021